# Kaede Kondō
Kaede Kondō (近藤楓?, Kondō Kaede; Shikokuchūō, 6 ottobre 1991) è una cestista giapponese.

## Carriera
Con il Giappone ha disputato i Giochi olimpici di Rio de Janeiro 2016.